# Un paquet embarrassant
Un paquet embarrassant est un film muet français, réalisé par Louis Feuillade, sorti en 1908,.